# Més Compromís
Més Compromís (en español, «Más Compromiso») fue una coalición electoral conformada por Compromís y Más País para las elecciones generales de España de noviembre de 2019. Liderada por Joan Baldoví, la coalición tiene una ideología progresista, federalista, ecologista y valencianista, situada en la izquierda del espectro político.
La propuesta inicial de Compromís pasaba, en un primer momento, por articular una mayoría amplia de izquierdas que englobara al partido y a Unidas Podemos y Más País. Entendiendo que era una alianza imposible, por la enemistad de sus líderes políticos, Compromís tuvo que elegir su confluencia. En una reunión de la ejecutiva del partido, se plantearon dos opciones principales. La primera, defendida por la líder de Iniciativa del Poble Valencià, Mónica Oltra, era reeditar la alianza con Unidas Podemos, como ya hicieron en las elecciones de 2016 con A la Valenciana, y se mostraba favorable a «rehacer amistades», porque era «la opción más plausible, la más lógica y porque además somos socios en el Gobierno valenciano». La segunda, liderada por el militante del Bloc (actualmente, Més-Compromís) Joan Baldoví, propugnaba una alianza con el partido de Íñigo Errejón, Más País, porque «les permitiría mantener mejor su identidad».
Finalmente, la ejecutiva de Compromís se decantó por la segunda opción y decidió concurrir con Más País. En el acuerdo entre ambos partidos, se recogía respetar las listas electorales de Compromís de las anteriores elecciones y asumir su programa político y, por último, garantizar la autonomía de los diputados de Compromís, conformando un grupo parlamentario confederal en el Congreso de los Diputados. Dicho acuerdo, fue ratificado por la militancia del Compromís con el 70 % a favor de una plataforma electoral amplia con Más País y otros partidos similares del resto de España, mientras un 27 % votó en contra.

## Miembros de la coalición
|  | Coalició Compromís (Compromís)            |               |
|  |                                           | Més-Compromís |
|  | Iniciativa del Poble Valencià (IdPV)      |               |
|  | Verds Equo del País Valencià (Verds Equo) |               |
|  | Más País                                  |               |

## Resultados electorales

### Elecciones Generales
| Comicios   | C/S | Valencia     | Valencia       | Alicante       | Alicante       | Castellón   | Castellón     |                            | Total |
| 'Nov 2019' | C   | Joan Baldoví | Joan Baldoví   | Ignasi Candela | Ignasi Candela | Marta Sorlí | Marta Sorlí   | 176 287                    |       |
| 'Nov 2019' | C   | 5.º          | 122 535 8,78 % | 6.º            | 35 612 4,17 %  | 6.º         | 18 140 6,17 % | 6.º (6,93 %) 16.º (0,73 %) |       |
| 'Nov 2019' | C   | 1/15         | 1/15           | 0/12           | 0/12           | 0/5         | 0/5           | 1/321/350                  |       |
| 'Nov 2019' | S   | 0/4          | 0/4            | 0/4            | 0/4            | 0/4         | 0/4           | 0/120/208                  |       |